# Ljusrandbrokvecklare
Ljusrandbrokvecklare (Celypha rivulana) är en fjärilsart som först beskrevs av Giovanni Antonio Scopoli 1763.  Ljusrandbrokvecklare ingår i släktet Celypha, och familjen vecklare. Arten är reproducerande i Sverige.

## Bildgalleri

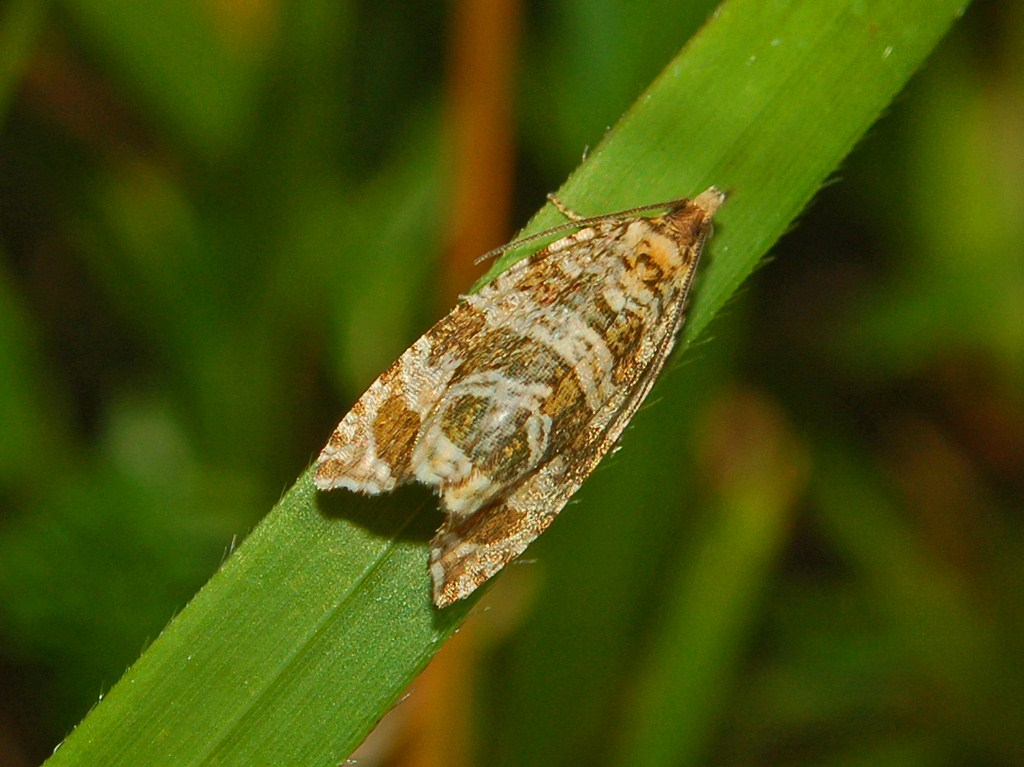